# Nidularium innocentii
Nidularium innocentii är en gräsväxtart som beskrevs av Lem.. Nidularium innocentii ingår i släktet Nidularium och familjen Bromeliaceae. Inga underarter finns listade i Catalogue of Life.

## Bildgalleri

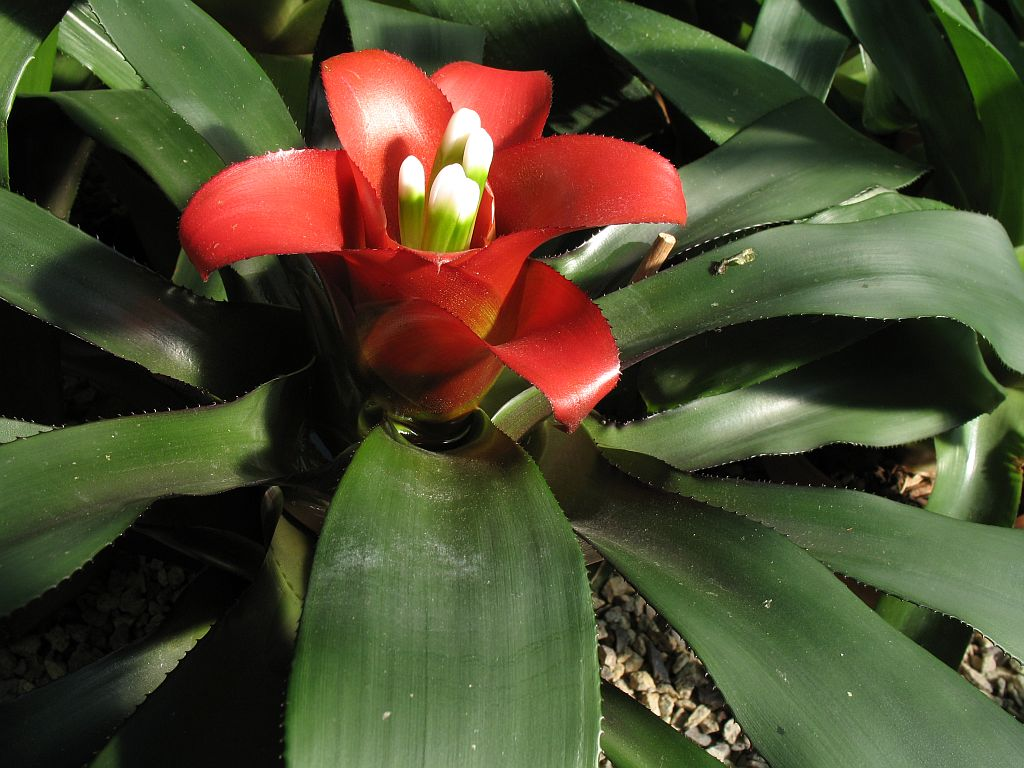
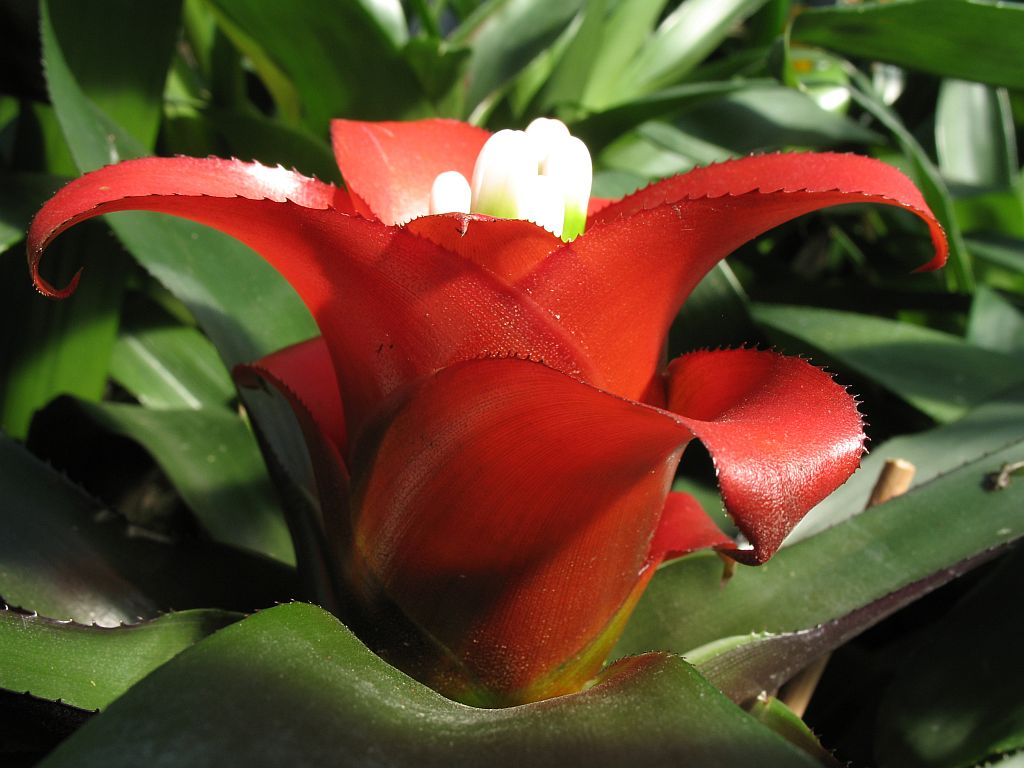
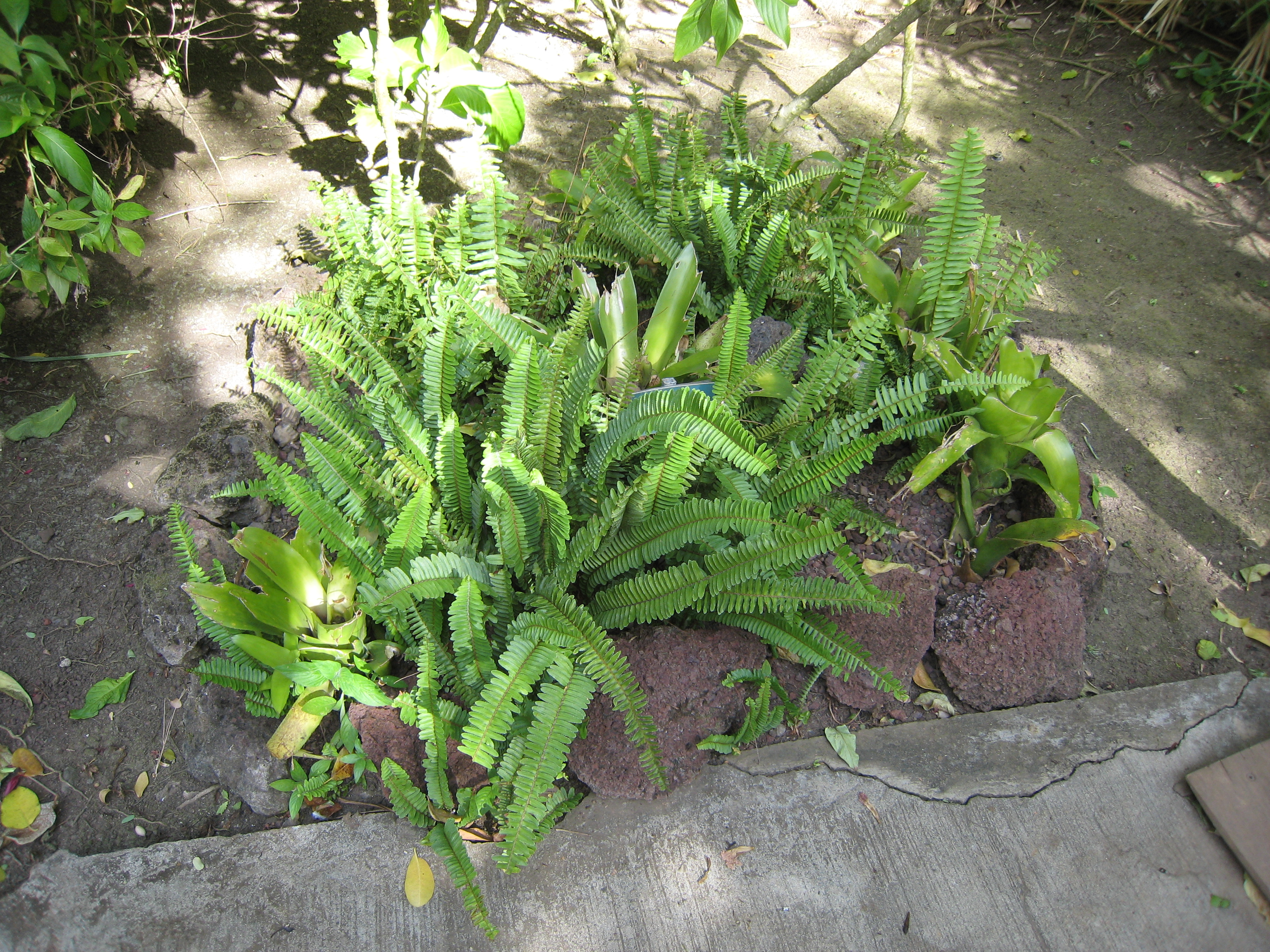
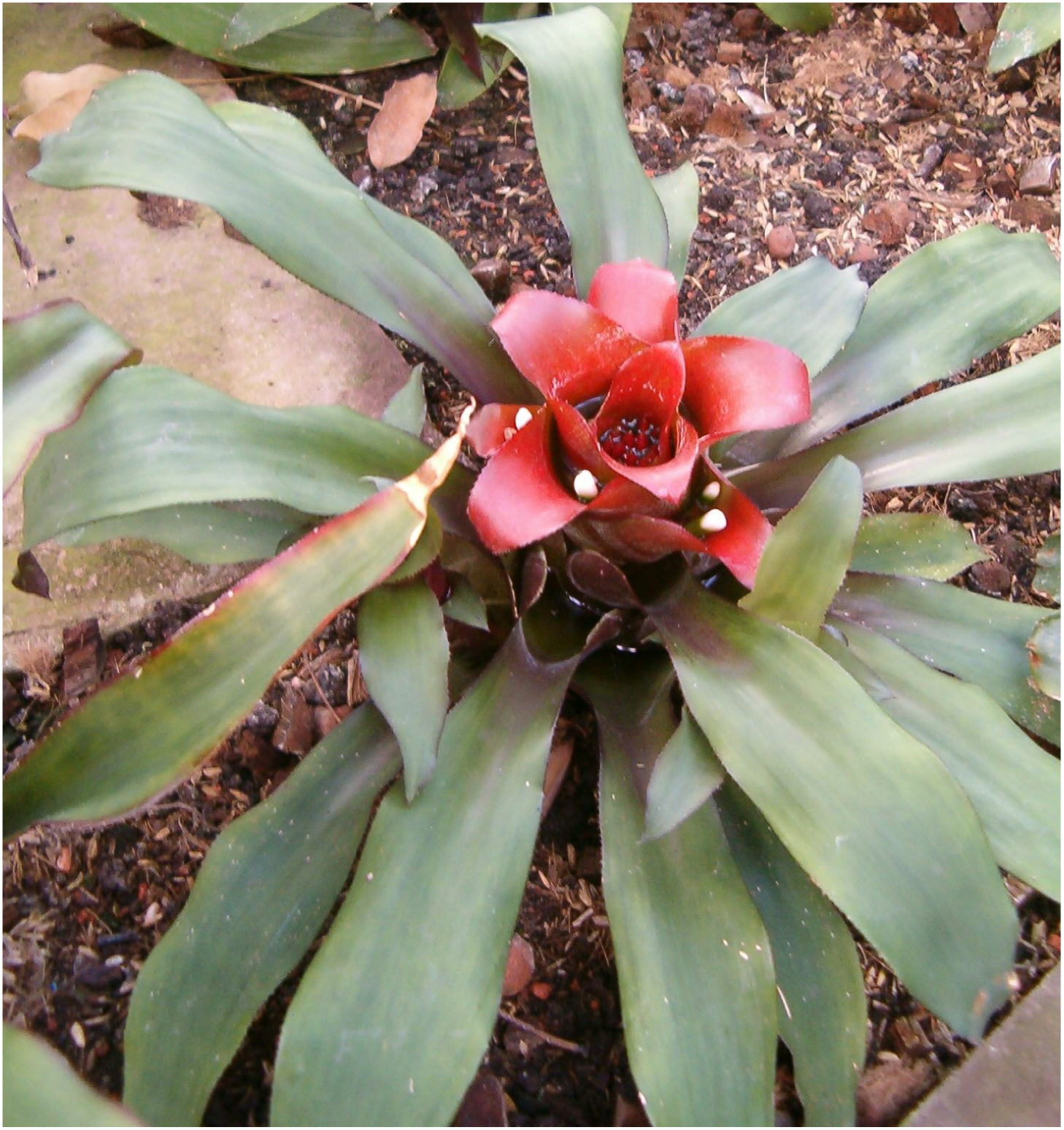